# Mahandiana-Sokourani
Mahandiana-Sokourani  est une sous-préfecture du département de Kaniasso, dans la région du Folon, district du Denguélé, en Côte d'Ivoire, pays d'Afrique de l'ouest. Sa population est estimée à plus trente mille(30.000) habitants. La localité de Mahandiana-Sokourani a été érigée en chef-lieu de commune en 2005. Elle compte quatorze villages. La population vit principalement de l'agriculture, de l'élevage et du commerce. 
La population y est essentiellement constituée de Malinkés.